# S&P Digital
S&P Digital — российский музыкальный лейбл, обеспечивающий поставку контента артистов и лейблов на ведущие цифровые платформы, а также предоставляющий услуги в сферах маркетинга и бизнес-аналитики. Артистами лейбла являются Jony, Gayazovs Brothers, Филипп Киркоров, Артур Пирожков, Mia Boyka, Shaman и другие известные музыканты.
S&P Digital входит в Национальную федерацию музыкальной индустрии (НФМИ), а также сотрудничает с юридической фирмой «Semenov&Pevzner». С 2025 года имеет собственную платформу цифровой дистрибуции — «Pulse.», в то же время выгрузкой песен на зарубежные площадки занимается американская компания ONErpm.

## История
Лейбл был основан бывшими топ-менеджерами Warner Music Russia/Gala Records, и стал осуществлять дистрибуцию треков артистов замороженного лейбла и его дочерних компаний при содействии ONErpm на стриминговые сервисы. Владельцами S&P Digital стали Татьяна Беляева (90 %) и Роман Лукьянов (10 %), генеральный директор и соучредитель юридической фирмы Semenov&Pevzner, специализирующейся на защите авторских прав и интеллектуальной собственности.
17 января 2023 года газета Коммерсантъ сообщила, что бывшие топ-менеджеры Warner Music Russia, основавшие ООО «Мерит», которое связано с S&P Digital, выкупили российский лейбл Kiss Koala (ex-Sony Music Russia). По оценке Коммерсантъ, S&P Digital получил около 30-40 % музыкального рынка в России и сможет претендовать на второе место после Zvonko Digital. 
Весной 2023 года S&P Digital стал партнёром в части цифровой дистрибьюции на стриминговые площадки лейбла Lotus Music, запущенного 1 марта Бахтияром Алиевым, бывшим совладельцем Atlantic Records Russia. В том же месяце лейбл при поддержке «Яндекс Музыки» провёл масштабную промокампанию в поддержку нового альбома «Сертоловский Токсик» хип-хоп исполнителя Boulevard Depo. За день до релиза обложка альбома появилась на рекламных фасадах Москвы и Санкт-Петербурга, где её сопровождала фраза «Сертоловский Токсик уже в сети». Кроме этого в «молодежных» локациях Москвы («Депо», Лесная улица, универмаг «Цветной») появились припаркованные газели с обложкой альбома и брендированным QR-кодом на прослушивание в стриминговом сервисе. После выхода абсолютно все треки попали в чарт «Яндекс Музыки». По слова Арама Даниеляна, директора по маркетингу S&P Digital, подобные инвестиции лейбла ориентированы, в первую очередь, на имиджевый эффект, а также связаны с поддержкой нового альбома как значимого события в карьере артиста. 
15 сентября 2023 года в Москве прошло мероприятие, посвященное официальному запуску лейбла S&P Digital, который более года функционировал в качестве дистрибьютора. Компания сумела переоформить контракты со всеми артистами Warner Music Russia, а также заключила сотрудничество с рядом крупных и инди-лейблов как дистрибьютор.
13 ноября 2023 года S&P Digital присоединился к Национальной федерации музыкальной индустрии (НФМИ). 16 декабря в ДК «Рассвет» прошёл предновогодний СаундЧек, организованный командой BandLink. На мероприятии от S&P Digital выступил Арам Даниелян, дав базу музыкального маркетинга и разборав нюансы позиционирования на конкретных артистах (Hollyflame, Janaga, Cream Soda, Кишлак, Тринадцать карат, Boulevard Depo, Лилая и Feduk).
1 и 2 июня 2024 года в саду «Эрмитаж» прошёл фестиваль «Это лето фестиваль», организованный Московским центром урбанистики. Лейбл S&P Digital представил на нём свой шоукейс — на сцене выступили артисты лейбла: альт-поп певица Лилая, фрешмен TIGO и казахстанская артистка Liili. Завершением вечера первого дня стало выступление инди-группы «Сироткин». На второй день выступили амбассадоры электронного поп-хауса Cream Soda, а хедлайнером стал хип-хоп артист FEDUK.
31 декабря 2024 года у S&P Digital закончился контракт с Lotus Music. Ещё 9 сентября Бахтияр Алиев зарегистрировал «Ovokacho», который стал собственным музыкальным агрегатором лейбла. Алиев назвал это «логичным и неизбежным шагом», в связи с быстрым ростом фирмы. «Ovokacho» стал функционировать с 1 января 2025 года. В свою очередь, 11 апреля команда S&P Digital запустила платформу дистрибуции «Pulse.». Сервис стал взаимодействовать с независимыми лейблами и исполнителями для лицензирования, продвижения и распространения их музыки на российском и зарубежном рынке, а также заниматься изданием виниловой продукции (Скриптонит, Сплин). В настоящее время с «Pulse.» заключили договоры более 100 партнёров из России, стран Средней Азии, Индии, Южной Кореи и Голландии. Команду платформы возглавили Владимир Юрченко и Максим Ворошилов.

## Руководство
- Надежда Акишина — генеральный директор[1]
- Ольга Ким — советник генерального директора[18]
- Арам Даниелян — директор по маркетингу[18]
- Максим Ворошилов — директор по развитию бизнеса[18]
- Денис Глазин и Владимир Юрченко — A&R[18]

## Нынешние участники
| Артист            | Настоящее имя                 | Стриминг (май 2025) |
| ----------------- | ----------------------------- | ------------------- |
| Jony              | Джахид Афраилович Гусейнли    | 345,000,000 +       |
| Филипп Киркоров   | Филипп Бедросович Крикорян    | 24,000,000 +        |
| Jah Khalib        | Бахтияр Гусейнович Мамедов    | 18,000,000 +        |
| Gayazovs Brothers | Ильяс Ихтиярович Гаязов       | 14,000,000 +        |
| Gayazovs Brothers | Тимур Ихтиярович Гаязов       | 14,000,000 +        |
| Feduk             | Фёдор Андреевич Инсаров       | 8,000,000 +         |
| Звери             | Роман Витальевич Билык        | 8,000,000 +         |
| Mia Boyka         | Мария Николаевна Бойко        | 7,000,000 +         |
| Артур Пирожков    | Александр Владимирович Ревва  | 6,000,000*          |
| Полина Гагарина   | Полина Сергеевна Гагарина     | 5,000,000**         |
| Травма            | Илья Сергеевич Колосовский    | 4,000,000*          |
| Ани Лорак         | Каролина Мирославовна Куек    | 4,000,000*          |
| Verbee            | Евгений Сергеевич Вербицкий   | 4,000,000 +         |
| Boulevard Depo    | Артём Сергеевич Кулик         | 3,000,000 +         |
| Escape            | Артур Эдикович Варданян       | 3,000,000 +         |
| Диана Арбенина    | Диана Сергеевна Арбенина      | 3,000,000 +         |
| Shaman            | Ярослав Юрьевич Дронов        | 3,000,000** +       |
| Zoloto            | Владимир Андреевич Золотухин  | 2,000,000* +        |
| Hollyflame        | Владислав Александрович Лапай | 2,000,000* +        |
| Полка             | Игорь Алексеевич Кошкин       | 2,000,000* +        |
| Mekhman           | Мехман Узеирович Ахмедов      | 1,000,000 +         |
| Tkimali           | Георгий Малхазович Лебедев    | 1,000,000* +        |
| Grillyazh         | Марат Сергеевич Пуйман        | 1,000,000* +        |
| Mantuliny         | Софья Сергеевна Мантулина     | 1,000,000* +        |
| Mantuliny         | Радмира Сергеевна Мантулина   | 1,000,000* +        |
| Яд Добра          | Яков Николаевич Данилов       | 1,000,000* +        |
| Lemaier           | Даниил Романович Лемермаер    | 600 000* +          |
| Gulyashik         | Ульяна Никитична Лемермаер    | 600 000* +          |
| Сироткин          | Сергей Сироткин               | 500 000* +          |
| Dim               | Дмитрий Александрович Кожух   | 500 000* +          |
| Горный            | Илья Владимирович Шерстобитов | 300 000* +          |
| Интернал          | Камиль Рамилевич Салахов      | 300 000* +          |
| Alon              | Алон Валерьевич Муллаев       | 200 000* +          |
| Экспайн           | Илья Игоревич Попов           | 200 000* +          |
| jtim              | Пётр Андреевич Тимофеев       | 200 000* +          |
| маяк              | нет информации                | 100 000* +          |

- * — не указаны прослушивания на YouTube Music
- ** — аккаунты на YouTube Music и Spotify удалены

## Дистрибуция «Pulse.»
| Лейбл                   | Участники                                           |
| ----------------------- | --------------------------------------------------- |
| Koala Music             | Friendly Thug 52 Ngg, Сергей Лазарев, Алсу и другие |
| Black Star              | Клава Кока, Егор Шип, Natan и другие                |
| Make It Music           | Ханна, Миша Марвин и другие                         |
| IZBA                    | Три дня дождя, Snizov и другие                      |
| INDI Music              | Whole Lotta Swag, Тринадцать карат и другие         |
| MOZA                    | Pyrokinesis и другие                                |
| Dead Dynasty            | Pharaoh, Mnogoznaal, Dima Roux                      |
| Self Made Music         | Artik & Asti, Артём Качер и другие                  |
| HS Music                | Лёша Свик, Mary Gu, Аня Покров и другие             |
| Riki Music              | Смешарики, Малышарики, Фиксики                      |
| Cicada Music            | Ramil’, Ханза и другие                              |
| ACE Music               | Фогель, Janaga и другие                             |
| Legacy Music            | Kambulat, Амура и другие                            |
| Nela                    | The Brookln, The Adresov и другие                   |
| Jah Creatives           | Ahha, Jamaru T и другие                             |
| System 108 / Диско клуб | Biicla, Mirele, Мальбэк и другие                    |
| СТВОЛ                   | Cream Soda, Илья Гадаев, Тим Аминов и другие        |
| Unipop Music            | Обстоятельства, UBEL, vestfalin и другие            |
| T-HUB                   | T-killah, НИКОЛЬ и другие                           |
| Hella Hillz             | ВАТО, JEEMBO, TVETH и другие                        |
| IZI Music               | MAUR, FED, ULIK, A’MIRI и другие                    |
| Headliner Music         | Liili, Qontrast, Gayana, yaskraviy и другие         |
| Alpha Music Group       | NLO, Jambul, СТАСИА, Раменских, РУВИ и другие       |
| Parad Music             | BEARWOLF, FAVIA, YASMI и другие                     |
| ВОЛНА                   | daryana, GOSHU, Абрикоса и другие                   |
| PIE PRODUCTION          | yukimura, Gudium и другие                           |
| UpSound                 | KIRILIK, Лолита Косс, KAIR и другие                 |
| Ключи                   | 3.56 am, AQYLA и другие                             |
| Снегири                 | Мегаполис, Хмыров и другие                          |
| Moroz Records           | Кипелов, Gorky Park и другие                        |
| Свет и Тени             | Буерак и другие                                     |